# Шаульская, Нина Савельевна
Ни́на Саве́льевна Шау́льская (14 сентября 1925, с. Новая Масловка — 22 февраля 2012) — передовик советского сельского хозяйства, овцевод, Герой Социалистического Труда (1966).

## Биография
Нина Шаульская родилась в селе Новая Масловка (ныне Чернянского района Белгородской области) в крестьянской семье. По национальности — русская. После окончания неполной средней школы работала колхозницей, дояркой, воспитательницей в детских яслях.
С 1947 года Нина Савельевна работала чабаном в колхозе «Пролетарский Октябрь» Чернянского района. Почти всю жизнь проработав овцеводом, проявила себя высококлассным специалистом. Соединив опыт официальной и народной медицины, добилась того, что в её отаре не было падежа ягнят.
Указом Президиума Верховного Совета СССР от 22 марта 1966 года за выдающиеся трудовые заслуги, достижение высоких технико-экономических показателей по производству тканей Нине Савельевне Шаульской было присвоено звание Героя Социалистического Труда с вручением ордена Ленина и золотой медали «Серп и Молот».
С 1975 года вплоть до выхода на пенсию, работала заведующей Новомасловской молочной фермой.
Активно участвовала в общественной жизни района. Неоднократно избиралась депутатом районного Совета депутатов трудящихся.
14 сентября 2010 года, в канун 85-летнего юбилея Нины Шаульской, в её родном селе Новомасловке была открыта мемориальная доска в её честь. Кроме того, поздравить труженицу с юбилеем приехали глава администрации Чернянского района Петр Викторович Гапотченко и кандидат в депутаты Белгородской областной Думы 5 созыва Александр Иванович Скляров, которые вручили имениннице благодарственные письма и памятные подарки о районе.
В последние годы Шаульская проживала в городе Белгороде, где и скончалась 22 февраля 2012 года. Соболезнования родным и близким в связи с кончиной Нины Савельевны выразили Администрация и Совет депутатов города Белгорода, а также Управление социальной защиты населения администрации Белгорода.

## Награды
- Герой Социалистического Труда (22 марта 1966 года)
- орден Ленина (22 марта 1966 года)
- звание «Почётный гражданин Чернянского района» (2009)[4]
- медали